# Witkopgors
De witkopgors (Emberiza leucocephalos) is een zangvogel uit de familie van gorzen (Emberizidae).

## Kenmerken
Het verenkleed van deze 16 cm lange vogel is bruinwit. In de broedtijd heeft het mannetje een met wit getekende kastanjebruine kop, die in de winter doffer is. Verder heeft de vogel geelbruine poten en een dikke, bruine snavel. Het vrouwtje is bruiner met minder wit.

## Leefwijze
Het voedsel bestaat uit insecten en zaden van gras en bergplanten.

## Verspreiding en leefgebied
Deze soort komt voor in grote delen van Azië ten oosten van het Oeral-gebergte en telt twee ondersoorten:
- E. l. leucocephalos: van oostelijk Europees Rusland tot oostelijk Siberië en noordoostelijk China.
- E. l. fronto: noordoostelijk Qinghai en zuidelijk Gansu.